# Eltaj Safarli
Eltaj Safarli [en azerí: Eltac Səfərli] (Bakú, 18 de mayo de 1992, es un jugador de ajedrez azerí, que tiene el título de Gran Maestro desde 2008.
En el ranging de la Federación Internacional de Ajedrez (FIDE) de enero de 2016, tenía un Elo de 2653 puntos, lo que le convertía en el jugador número 4 (en activo) de Azerbaiyán. Su máximo Elo fue de 2660 puntos, en la lista de junio de 2013 (posición 87 en el ranking mundial).

## Trayectoria y resultados destacados en competición
En 2002 Safarli ganó el Campeonato del mundo Sub-10 en Heraklion, superando a Ding Liren en el desempate; también obtuvo la victoria en el Campeonato de Europa Sub-10 celebrado en Peñíscola. Al año siguiente se proclamó Campeón de Europa Sub-12 en Budva.
En 2008 empató para los puestos 3.º-7.º con Rauf Mamedov, Dmitri Andreikin, Denís Ievséiev y Vasily Yemelin en el Memorial Chigorin en San Petersburgo. En 2010 fue primero en el mismo torneo, con una performance de 2787 puntos Elo; el mismo año se proclamó Campeón de Azerbaiyán. En julio alcanzó el subcampeonato del Abierto Villa de Benasque con 8½ puntos de 10, empatando con el campeón Kiril Gueorguiev.
En enero de 2016 empató en los lugares 1.º-3.º (segundo en el desempate) del Tornero Tata Steel con 9 puntos de 13 (el campeón fue Baskaran Adhiban). También en marzo de ese año volvió a ser campeón de Azerbaiyán con 8 puntos de 9, un punto y medio por delante de Nijat Abasov y Nail Bashirli.
Safarli formó parte del equipo de Azerbaiyán que ganó la medalla de plata en el Campeonato de Europa por equipos jugado en Porto Carras en 2011, junto con Shahriyar Mammadyarov, Teimur Radjabov, Vugar Gashimov y Gadir Guseinov. Por otra parte, Safarli ha participado, representando a Azerbaiyán, en tres olimpiadas de ajedrez entre los años 2010 y 2014, con un resultado de (+10 -6 =7), con un 58,7% de la puntuación. Su mejor resultado lo obtuvo en la Olimpiada de 2014 celebrada en Tromsø, al puntuar 5½ de 8 (+4 -1 =3), con el 68,8% de la puntuación y una performance de 2693.